# 나이토 마사야스

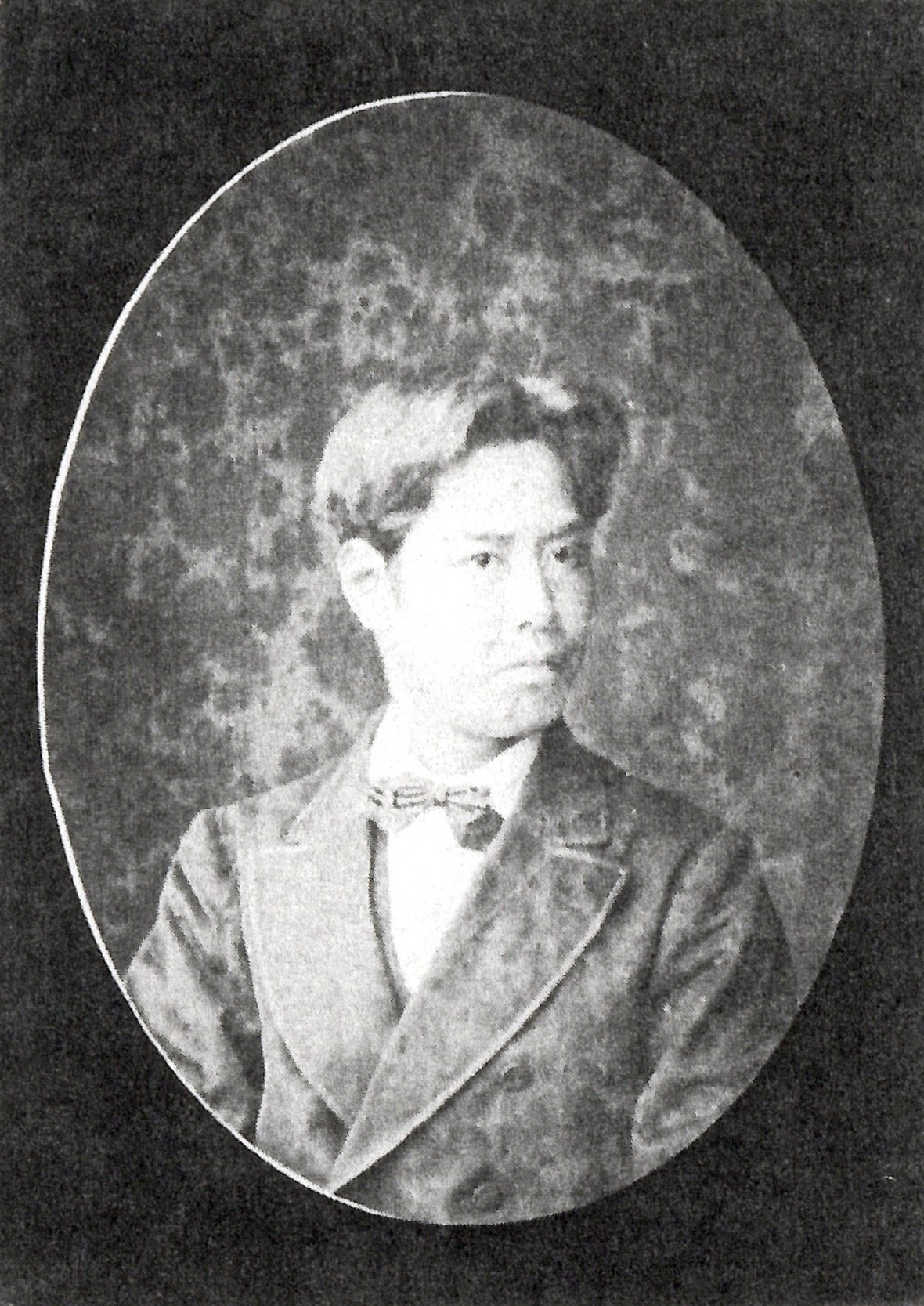
나이토 마사야스

나이토 마사야스(일본어: 内藤政養, 1857년 8월 26일 ~ 1911년 3월 6일)는 일본 에도 시대의 다이묘로, 유나가야번의 13대 번주이다. 어릴적 이름은 조주마로(長寿麿)이다.
유나가야 번의 11대 번주 나이토 마사쓰네의 셋째 아들로 태어났다. 마사야스 출생 이전에 형 두 명이 어린 나이에 사망하였고 이미 나이토 마사토시가 양자로 그 뒤를 잇게 되었으므로, 이후에 태어난 마사야스는 마사토시의 양자가 되어 1863년에 마사토시가 죽으면서 번주직을 계승하게 되었다. 1868년, 보신 전쟁이 발발하자 오우에쓰 열번동맹에 가담하고 막부군의 편에 섰다. 겨우 12세의 나이로 직접 전장에 나가 분전하는 용맹함을 보였고, 한때는 신정부군을 크게 격파하기도 했다. 하지만 작은 번의 규모에서 오는 한계와 신정부군의 물량 공세로 인해 결국은 패배하고 항복하였다. 그해 음력 12월, 마사야스는 신정부에 저항한 죄로 영지 1천 석을 삭감당하였고, 양자 나이토 마사노리에게 번주직을 넘겨주고 강제 은거당하게 되었다. 1911년, 55세의 나이로 사망하였다.
| 전임 나이토 마사토시 | 제13대 유나가야번 번주 1863년 ~ 1868년 | 후임 나이토 마사노리 |